# Thái Đình Khải
Thái Đình Khải (giản thể: 蔡廷锴; phồn thể: 蔡廷鍇; bính âm: Cài Tíngkǎi; Wade–Giles: Ts'ai T'ing-k'ai; 1892–1968) là một tướng lĩnh Trung Hoa.
Thái là Tư lệnh Lộ quân 19 Quân đội Cách mạng Quốc dân Trung Hoa Dân Quốc và các lực lượng Trung Hoa khác, chịu trách nhiệm cầm chân Quân đội Đế quốc Nhật Bản trong trận Thượng Hải bắt đầu ngày 28 tháng 1 năm 1932.
Tháng 11 năm 1933, Thái và Lý Tế Thâm nổi dậy chống lại chính quyền Quốc dân đảng, và cùng với Tưởng Quang Nãi, họ thành lập Chính phủ Nhân dân Phúc Kiến ngày 22 tháng 11 năm 1933. Tuy nhiên cuộc chính biến, có tên Sự biến Phúc Kiến, không được phe Cộng sản ủng hộ, và ngày 21 tháng 1 năm 1934, bị Quốc dân đảng đánh bại. Thái phải rời khỏi Trung Hoa trong vài năm.
Sau đó, trong Chiến tranh Trung-Nhật lần thứ hai (Thế chiến II), Thái đề nghị được quay lại chỉ huy và được bổ nhiệm Tham mưu trưởng Binh đoàn 26 trong trận Nam Quảng Tây. Ông cũng từng đến Hoa Kỳ kêu gọi Hoa kiều ủng hộ chiến tranh chống Nhật.
Trong giai đoạn cuối Nội chiến Trung Hoa, Thái ủng hộ phe Cộng sản Trung Hoa và là một trong những người ký vào bản "Tuyên ngôn của Chính phủ Nhân dân Trung ương nước Cộng hòa Nhân dân Trung Hoa" ngày 1 tháng 10 năm 1949.
Ban đầu Thái được chôn cất tại Nghĩa trang cách mạng Bát Bảo Sơn, Bắc Kinh, nhưng từ năm 1997, di hài ông đã được đưa về Bảo tàng tưởng niệm các anh hùng Lộ quân 19 trong Chiến trang kháng Nhật tại Bắc Thượng Hải.

## Sự nghiệp quân sự
- Tư lệnh Sư đoàn 10
- Tư lệnh Sư đoàn 60
- Tư lệnh Quân đoàn 19
- 1934 Tư lệnh Lộ quân 19
- 1939 - 1940 Tư lệnh Binh đoàn 26
- 1945 Tư lệnh Binh đoàn 16